# Songs My Brothers Taught Me
Songs My Brothers Taught Me is een Amerikaanse film uit 2015, geschreven en geregisseerd door Chloé Zhao. De film ging in première op 27 januari op het Sundance Film Festival in de U.S. Dramatic Competition.

## Verhaal
Johnny is van plan na het beëindigen van de middelbare school het Pine Ridge reservaat te verlaten. De zaken worden gecompliceerd wanneer zijn vader, een rodeocowboy, onverwacht sterft en hij met zijn dertienjarige zus Jashaun achterblijft. Zus en broer hebben een speciale band en Johnny gaat te rade bij zijn oudere halfbroers. Zijn innerlijk conflict tussen het huis verlaten of op zijn zus passen, dwingt hem keuzes te maken.

## Rolverdeling
| Acteur             | Personage        |
| ------------------ | ---------------- |
| John Reddy         | Johnny Winters   |
| Jashaun St. John   | Jashaun Winters  |
| Irene Bedard       | Lisa Winters     |
| Taysha Fuller      | Aurelia Clifford |
| Travis Lone Hill   | Travis Lone Hill |
| Eléonore Hendricks | Angie Britt      |